# Hebridenzee

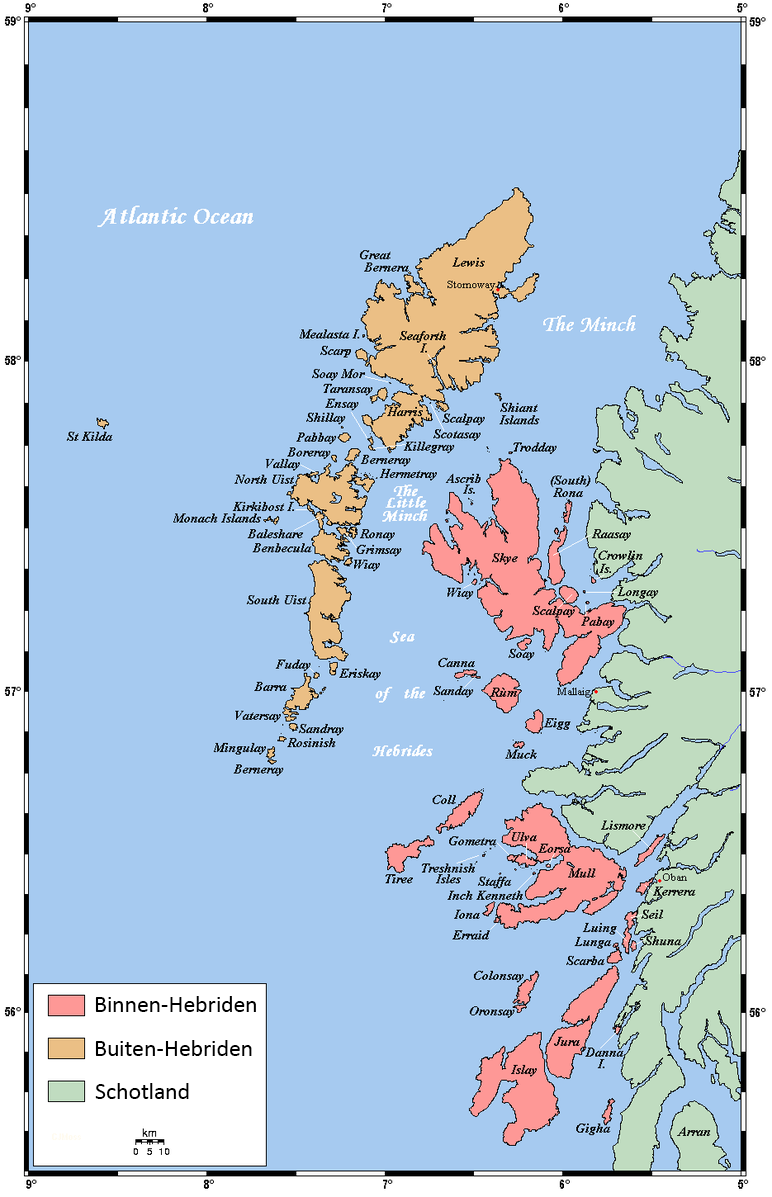
Hebridenzee in het midden van de kaart

De Hebridenzee is de zee tussen de Hebriden en Schotland. De Hebriden horen bij Schotland. De Hebridenzee is een randzee van de Atlantische Oceaan. Nauwkeuriger bepaald ligt de Hebridenzee tussen de Noordelijke Eilanden van de Binnen-Hebriden, de Zuidelijke Eilanden van de Binnen-Hebriden en de Buiten-Hebriden. De Hebridenzee wordt in het noorden smaller, omdat de Binnen- en de Buiten-Hebriden daar dichter bij elkaar liggen. Zij worden daar door the Little Minch van elkaar gescheiden en die gaat weer over in de Minch.